# ديفيد ماكان
ديفيد ماكان (بالإنجليزية: David McCann) هو دراج أيرلندي، ولد في 17 مارس 1973 في بلفاست في المملكة المتحدة.

## وصلات خارجية
- ديفيد ماكان على موقع الاتحاد الدولي للدراجات (الإنجليزية)
- ديفيد ماكان على موقع الاتحاد الدولي للدراجات (الإنجليزية)
- ديفيد ماكان على موقع أرشيف الدراجات (الإنجليزية)
- ديفيد ماكان على موقع إحصائيات الدراجات الإحترافية (الإنجليزية)
- ديفيد ماكان على موقع نسبة الدراجات (الإنجليزية)
- ديفيد ماكان على موقع أوليمبيديا (الإنجليزية)
- ديفيد ماكان على موقع دورة ألعاب الكومنولث 2006 (مؤرشف) (الإنجليزية)